# نادي دالاس
نادي دالاس (بالإنجليزية: FC Dallas)‏ هو نادي كرة قدم في الولايات المتحدة تأسس في يونيو 6، 1995. يلعب في الدوري الأمريكي لكرة القدم. مقر النادي في مدينة فريسكو بولاية تكساس.

## التاريخ

### حقبة (دالاس برن) 1996 – 2004
في 14 أبريل 1996 تمكن فريق (دالاس برن) من هزيمة نده سان خوزيه إيرثكويكس بركلات الترجيح أمام مرأى 27,779 مشجع وذلك في ملعب (كوتون بول)، كما أصبح الفريق بفضل نجمه (جيسون كريز) ومدربه (دايفيد در) من أفضل فرق الدوري بحصيلة 5 انتصارات متتالية في منتصف الموسم حاجزين بذلك مقعدا في النهائي بسجل حظيوا فيه بـ 17 انتصار ومنيوا بـ 15 هزيمة. أنهى الفريق النهائيات بـ 16 انتصار ولكن في المقابل مني بمثلها من الهزائم. كما تمكن الفريق في التصفيات من اكتساح فريق( لوس أنجلس جالكسي) مع الإبقاء على شباكه نظيفة. غير أنه في الجولة التالية تلقى هزيمة على يد فريق (كولورادو رابيدز). كما نجح الفريق في تحقيق بطولة أمريكا المفتوحة بهزيمته (دي سي يونايتد) بطل كأس الدوري الأمريكي. وفي موسمه الثالث، تعثر الفريق في بداية النصف الثاني من الموسم، لكن على الرغم من سجله الهزيل بـ17 انتصار و15 خسارة إلا أنه نجح في الوصول للنهائيات للمرة الثالثة على التوالي. غير أنه في النهائيات تمكن فريق لوس أنجلس جالكسي من اكتساحهم في الجولة الأولى. وبحلول يونيو/حزيران عام 1999 احتل الفريق منتصف سلم دوري (ويسترن كونفرنس) برصيد 5 انتصارات و مثلها من الخسائر، تمكن الفريق - بفضل سطوع نجمه اللاعب (جيسون كريز) تلك السنة – من الصعود إلى المركز الثاني في نهاية ذلك الموسم بسجل 19 انتصار و13 هزيمة. وفي النهائيات تمكن الفريق من إلحاق الهزيمة بحامل اللقب فريق(شيكاغو فاير).و في نهائي (ويسترن كونفريس) منيوا بهزيمة على يد فريق (لوس أنجلس جالكسي) معلنة بذلك خروجهم من البطولة.

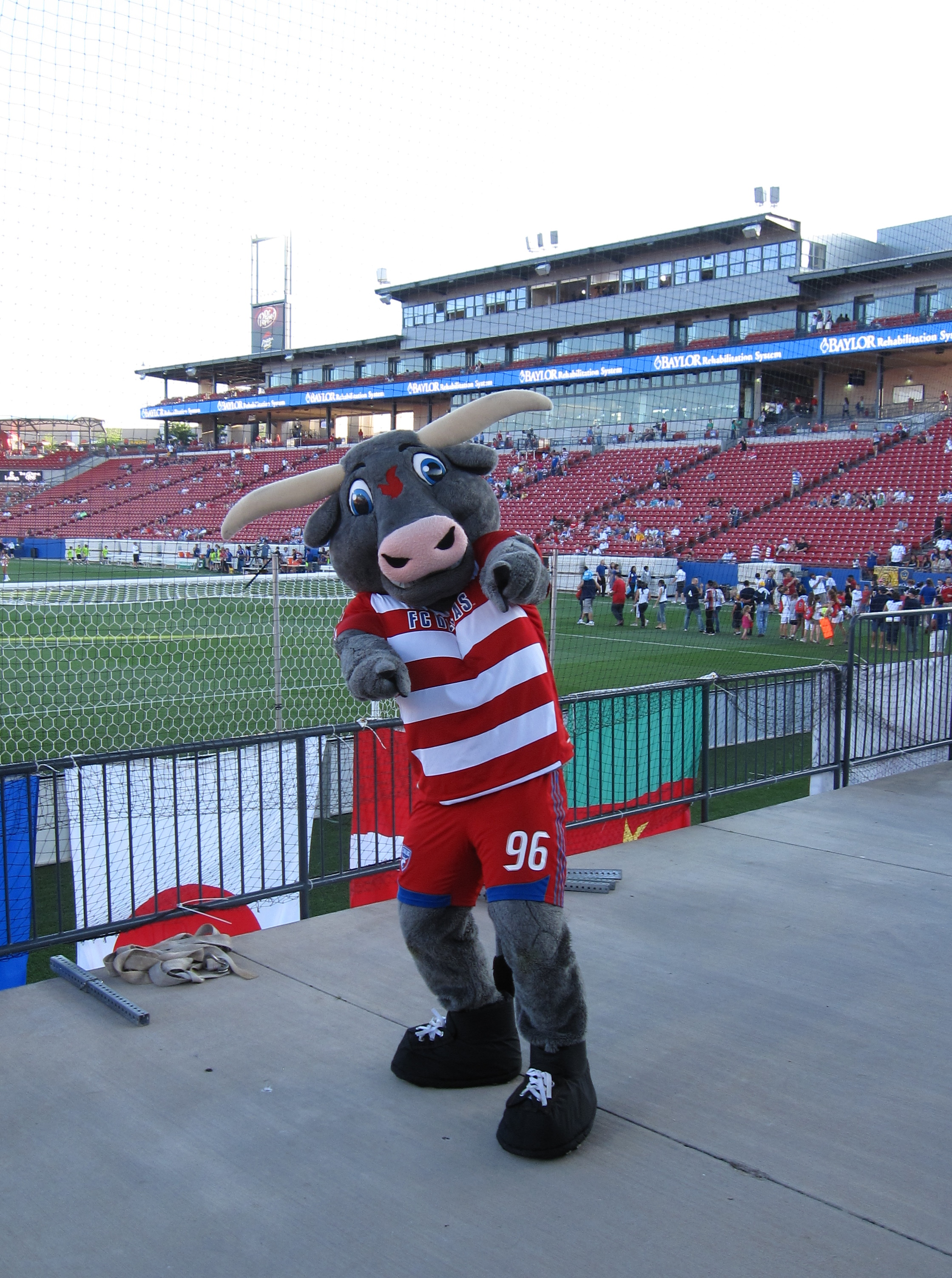
تيكس هوبر تعويذة الحظ لفريق (اف سي دالاس)أصبح

 الفريق جاهزا لبدء موسم جديد واضعا نصب عينيه تحقيق الكأس، لاسيما أنه كان على بعد مباراة من تحقيق بطولة أمريكا المفتوحة، كانت بداية الموسم موفقة، غير أنه في منتصف فصلي الخريف والصيف كان الفريق يعاني و نجح بالوصول إلى المركز الثالث في دوري (ويسترن كونفرنس)، كما احتل المركز السادس في سلم الدوري بسجل 14 انتصار و14 هزيمة و6 تعادلات. في النهائيات، بدأ الفريق يعاني مرة أخرى بعد اكتساح فريق (متروستارز) له في مباراتين. في نهاية الموسم، أقالت إدارة النادي المدرب (دايفيد در) ليحل محله (مايك جيفريز). في أول موسم للفريق تحت الإدارة الفنية لـ (مايك جيفريز) في العام 2001، استمر الفريق بتقديم مستوى متوسط وأنهى الموسم بفوز 10 مباريات وخسارة 11 أخرى والتعادل في 5، بعد أن انتهى الأسبوع الأخير قبل موعده المحدد بسبب هجمات الحادي عشر من سبتمبر/أيلول. وفي النهائيات التي كان الفريق فيها يحتل المرتبة السابعة بين الفرق المتنافسة، خيب فريق (دالاس) آمال جماهيره مرة أخرى بعد أن خسر 3 مباريات أمام (شيكاغو فاير).
في العام 2002، قدّم الفريق موسماً أفضل بكثير، من بداية الموسم وحتى نهايته. استمر (جيسون كريز) بقيادة النادي بعد أن انتهى الموسم الذي يعد الأفضل على مدى ثلاثة أعوام بالفوز بـ 12 مباراة وخسارة 9 أخرى والتعادل في 7، واحتلاله المرتبة الخامسة في النهائيات. وفي النهائيات، فاز فريق (كولورادو رابيدز) على فريق (دالاس) بهدف سجله مارك تشونغ في الوقت بدل الضائع من الشوط الإضافي الأول. بدأ الفريق عام 2003 باللعب في ملعب (دراجون) في مدينة (ساوث ليك) بولاية تكساس. عانى الفريق من موسم صعب، إذ أقالت إدارة النادي (مايك جيفريز) في سبتمبر/أيلول واستبدلته بـ (كولن كلارك) في موسم أنهاه الفريق بفوز 6 مباريات وخسارة 19 مباراة والتعادل في 5 وبالتالي لم يتأهل الفريق للنهائيات للمرة الأولى في تاريخ النادي.
شهد عام 2004 عودة الفريق للعب في ملعب (كوتون بول) لمدة سنة واحدة هي أخر سنة عُرف فيها الفريق باسم(دالاس برن) حاملا معه بعضا من الإحباطات من الموسم الماضي. في أواخر يوليو/تموز، عاد الفريق إلى المنافسة على النهائيات، لكن تلك العودة لم تكن كافية وبذلك لم يتأهل الفريق للنهائيات للعام الثاني بعد تقديم موسم متواضع فاز فيه بـ 10 مباريات وخسر 14 منها وتعادل في 6. وفي أغسطس/آب، أعلن مالك النادي (لامار هانت) تغيير اسم النادي في عام 2005 إلى (أف سي دالاس) ليتزامن مع افتتاح ملعب النادي الجديد لكرة القدم في مدينة (فريسكو) بولاية تكساس.

### حقبة (أف سي دالاس): من 2005 حتى الوقت الحاضر
مع انتقال (كارلوس رويز) إلى الفريق، بدأ الفريق بداية قوية لموسم 2005، ولم يخسر سوى مباراتين من أصل 17 مباراة. وفي 6 أغسطس/آب، لعب الفريق مباراته الافتتاحية في ملعب (بيتزا هت بارك) وتعادل مع (متروستارز) بنتيجة 2-2. وفي منتصف الموسم، بدأت معاناة الفريق، حيث أنه لعب 6 مباريات متتالية لم يحقق الفوز في أي منها، ولكن مع اقتراب النهائيات فاز الفريق بـ3 مباريات متتالية، وذلك الفوز ساعدهم على التأهل إلى النهائيات فأصبحوا في المركز الثاني بين فرق الجزء الغربي من الولايات المتحدة بعدما فازوا بـ13 مباراة، وخسروا في 10 منها، وتعادلوا في 9 مباريات . وعند مواجهتهم لنادي (كولورادو رابيدز) في النهائيات، انتهى الوقت الأصلي بالتعادل 1-1، وتعادل الفريقان مرة أخرى في الشوط الإضافي الأول بهدفين لمثلهما، وتفوق نادي (رابيدز) بركلات الترجيح على نادي (دالاس) بـنتيجة 5-4.
ومرة أخرى، بدأ نادي (دالاس) بداية جيدة في موسم عام 2006، حيث تصدر اللاعب (كارلوس رويز) قائمة الهدافين بـ 13 هدفا في الموسم الأول للنادي على ملعب (بيتزا هت بارك)، مساهما بذلك في وضع الفريق في صدارة دوري (ويسترن كونفرنس) بسجل 16 انتصارا، و12 هزيمة، و4 تعادلات. وفي التصفيات عانى الفريق بعدما تلقى هزيمة أخرى على يد نادي (رابيدز) بركلات الترجيح. فبقي في صدارة دوري (ويسترن كونفرنس) في معظم مباريات النصف الأول من عام 2007، وفي المباريات العشر الأولى حقق الفريق الفوز في 6 منها ولكن في النصف الثاني من الموسم، بدأ يعاني نادي (دالاس) من الهبوط التدريجي حيث فاز في 5 مباريات فقط بعد مباراة النجوم، ليصل إلى النهائيات بمحصلة بلغت 13 انتصارا، و12 خسارة، و5 مباريات انتهت بالتعادل، ليصبح في المركز الثالث في دوري (ويسترن كونفرنس). وقد خسر نادي (دالاس) 4-2 في النهائيات أمام نادي (هيوستن دينامو).
وقد تعثر أداء نادي (دالاس) مع بداية موسم عام 2008، وتراجع إلى اخر مراكز دوري (ويسترن كونفرنس)، مما أدى إلى طرد المدرب (ستيف مارو)، وتعيين (شيلاس هندمان) بدلا منه، وقد أظهر النادي بعض علامات التحسن، ولكنه لم يستطع أن يرجع إلى سابق عهده، وذلك لأنه لم يتأهل إلى النهائيات بل احرز المركز الخامس بسجل بلغ 8 انتصارات، و10 خسارات، 12 تعادلا. وفي عام 2009 أخفق نادي (دالاس) في الوصول إلى النهائيات، وكان سجلهم متوسطا في أحسن حالاته حيث بلغ 11 انتصاراً، و13 خسارة، و6 مباريات انتهت بالتعادل، وكان أداء النادي سيئا بالفعل، إذ خسر في 10 مباريات جعلته ثالث أسوا نادي في الدوري الأمريكي لكرة القدم، ولكنه كان النادي الأول في هز شباك الخصم، وفي المقابل كان النادي ما قبل الأخير في تلقي الأهداف، وكان مستوى لعب الفريق جيدا إلا أنه في الغالب لا يمكن أن يؤول إلى نصر.